# Заречная (Окуловский район)
Заречная — деревня в Окуловском районе Новгородской области, относится к Боровёнковскому сельскому поселению.

## География
Деревня расположена на Валдайской возвышенности, на левом берегу реки Мшанка, в 23 км к северу от Окуловки (48 км по автомобильной дороге), до административного центра сельского поселения — посёлка Боровёнка 18 км (23 км по автомобильной дороге).

## История
В 1964 г. Указом Президиума ВС РСФСР деревня Мошенка переименована в Заречную.
До 2005 года деревня входила в число населённых пунктов подчинённых администрации Каёвского сельсовета.

## Население
| 2010 |
| ---- |
| 7    |

## Транспорт
Ближайшая железнодорожная станция расположена в Боровёнке. Заречная соединена автомобильной дорогой с деревней Ярусово.